# Vladimir Aleksandrovič Orlov (operaio)
Vladimir Aleksandrovič Orlov (in russo Владимир Александрович Орлов?, in ucraino Володимир Олександрович Орлов?, Volodymyr Oleksandrovyč Orlov; Uman', 4 aprile 1933) è un operaio e politico sovietico, dal 1991 ucraino.
Operaio e innovatore dei sistemi di produzione, fu insignito di due Ordini di Lenin e del titolo di Eroe del lavoro socialista. Membro del comitato centrale del Partito Comunista dell'Ucraina, fu deputato al Soviet Supremo dell'Unione Sovietica dal 1974 al 1989.